# UltraISO
UltraISO er et program udviklet af "EZB Systems" til Microsoft Windows. Det bruges til at monter et virtual-drev som man bruger til at installere spil eller programmer med.

## Kan bruges til
Programmet kan bruges til at monter et virtual-drev. Det kan bruges når du installer downloaded spil eller andre ISO-filer.